# Miguel Silveira
Miguel Silveira dos Santos (* 26. März 2003 in Vila Velha) ist ein brasilianischer Fußballspieler.

## Karriere

### Verein
Der in Vila Velha, Espírito Santo geborene Miguel Silveira begann bei Desportiva Ferroviária aus Cariacica mit dem Fußballspielen. Zum Jahresbeginn 2014 schloss er sich der Jugendabteilung von Fluminense Rio de Janeiro an, wechselte jedoch bereits im Juni desselben Jahres in den Nachwuchs des Rivalen CR Vasco da Gama. Dort spielte er für elf Monate Jahre und kehrte anschließend wieder zu Fluminense zurück. In dieser Zeit erhielt er mit 13 Jahren auch seinen ersten Werbevertrag beim Sportartikelhersteller Nike und wurde unter Experten mit zunehmender Aufmerksamkeit beobachtet. Mit 15 Jahren spielte er bereits erfolgreich in der U17-Mannschaft von Flu und im April 2019 wurde er kurz nach seinem 16. Geburtstag in die erste Mannschaft befördert. Erstmals war er am 18. Mai 2019 (5. Spieltag) beim 4:1-Heimsieg gegen den Cruzeiro Belo Horizonte im Spieltagskader von Fernando Diniz gelistet, wurde von diesem aber nicht berücksichtigt. Am 6. Juni 2019 debütierte er beim 2:2-Unentschieden (1:3-Niederlage nach dem Elfmeterschießen) in der Copa do Brasil 2019 in der ersten Mannschaft, als er in der 89. Spielminute für Nino eingewechselt wurde. Damit wurde er zum jüngsten Spieler der Geschichte, der für die Herrenauswahl am Spielfeld stand. Am nächsten Tag unterzeichnete er seinen ersten professionellen Dreijahresvertrag bei den Tricolor. In der höchsten italienischen Spielklasse debütierte er am 16. Juli (10. Spieltag) beim 1:1-Unentschieden gegen den Ceará SC, als er in der Schlussphase für João Pedro eingewechselt wurde. In dieser Saison 2019 bestritt er drei Ligaspiele. In der Campeonato Carioca 2020 entwickelte sich Silveira bereits zum Rotationsspieler in der Mannschaft. Im Mai 2021 verklagte Miguel seinen Klub, aufgrund ausbleibender Gehaltszahlung, auf Aufhebung seines Vertrages. Der Klage wurde im August des Jahres stattgegeben.
Im September 2022 gab Red Bull Bragantino bekannt, Miguel verpflichtet zu haben. Dieser hatte sich mit einem Personaltrainer seit seinem Ausscheiden bei Fluminense fit gehalten. Der Kontrakt erhielt eine Laufzeit bis Dezember 2022. Der Vertrag sieht vor, dass Fluminense bei einem zukünftigen Wechsel 30 % der Rechte des Mittelfeldspielers behalten wird. Der Spieler selbst behält 20 % und die letzten 50 % gehören dem Team aus Bragança Paulista.
Im Februar 2023 wechselte er nach Russland. Hier schloss er sich dem FK Sotschi an. Mit dem Verein aus Sotschi spielte er 26-mal in der ersten Liga.
Im Januar 2025 zog es ihn nach Asien. Hier unterschrieb er in Japan einen Vertrag beim Erstligisten Albirex Niigata. 

### Nationalmannschaft
Am 1. März 2019 wurde der 15-jährige Miguel Silveira vom Cheftrainer Guilherme Dalla Déa in den Kader der brasilianischen U15-Nationalmannschaft für die U17-Südamerikameisterschaft 2019 in Peru einberufen. Bei der Endrunde kam er zu keinem Einsatz.

## Spielweise
Miguel Silveira gilt als sehr schneller und technisch versierter Offensivspieler und ist durch seinen niedrigen Körperschwerpunkt zu sehr schnellen Körpertäuschungen und Drehungen fähig, wodurch er gepaart mit seinem Dribbling schwer von Verteidigern aufgehalten werden kann. In den Medien wird er durch diese Eigenschaften häufig mit Philippe Coutinho verglichen und als eines der größten Talente des Landes gesehen.

## Erfolge
Fluminense
- Taça Rio: 2020